# Sansanding
Sansanding és una petita població de Mali, a la regió de Ségou, cercle de Ségou, a pocs quilòmetres al nord de la ciutat de Ségou, a la riba del riu Níger.
El setembre de 1885 el tinent de vaixell Davoust va planejar repetir el viatge de Mungo Park pel riu Níger fins a Tombuctú i fins i tot fins als ràpids de Boussa. Va demanar al comandant Combes permís per anar fins a Macina que li fou concedit, amb la missió de signar tractats amb els caps de les ribes del riu. Va sortir el 6 de setembre acompanyat del capità Delanneau (que ja havia signat un tractat amb Nyamina); va passar per Ségou i després Sansanding; en aquesta població va signar un tractat. Tot i així la comarca no va passar a França de manera efectiva en aquell moment, sinó el 1890 amb la conquesta de Ségou. El 1891 fou declarada capital d'un nou regne (vegeu Regne de Sansanding).